# سلدج همر غيمز
سلدج‌ همر غيمز (بالإنجليزية: Sledgehammer Games)‏ هي شركة أمريكية متخصصة في ألعاب الفيديو، تأسست عام 2009 ويقع مقرها في فوستر ستي، كاليفورنيا. تم تأسيسها عن طريق غلين سكوفيلد ومايكل كوندري كانا يعملان لدي فيسكرال جيمز ومسؤولان عن لعبة ديد سبيس. تقوم الشركة بـ تطوير ألعاب الفيديو. من أشهر ألعابها كول أوف ديوتي: مودرن وورفير 3. طور هذا الإستديو بالإضافة إلى إنفنتي وارد لعبة كول أوف ديوتي: مودرن وورفير 3 وهي الوسيطة الترفيهية الأسرع مبيعًا في العالم متغلبة على الأفلام والموسيقى وباقي الألعاب.

## من ألعابها
- كول أوف ديوتي: أدفانسد وورفير
- كول أوف ديوتي: دبليو دبليو II (وورلد وور 2)
- كول أوف ديوتي: فانغارد